# Aravakurichi
Aravakurichi è una suddivisione dell'India, classificata come town panchayat, di 11.273 abitanti, situata nel distretto di Karur, nello stato federato del Tamil Nadu. In base al numero di abitanti la città rientra nella classe IV (da 10.000 a 19.999 persone).

## Geografia fisica
La città è situata a 10° 47' 07 N e 77° 54' 23 E.

## Società

### Evoluzione demografica
Al censimento del 2001 la popolazione di Aravakurichi assommava a 11.273 persone, delle quali 5.583 maschi e 5.690 femmine. I bambini di età inferiore o uguale ai sei anni assommavano a 1.008, dei quali 521 maschi e 487 femmine. Infine, coloro che erano in grado di saper almeno leggere e scrivere erano 7.929, dei quali 4.399 maschi e 3.530 femmine.